# 혼마 히나타
혼마 히나타(일본어: 本間 日陽, 1999년 11월 10일 ~ )는 일본의 여성 아이돌 그룹 전 NGT48의 멤버이다.

## 소속 그룹 / 소속사
- 전 NGT48 1기생 HONEST 소속.

## 내력
2019년
- AKB48의 56번째 싱글 서스테이너블에서 NGT48 중 유일하게 선발되었다.

2024년
- 4월 13일, NGT48를 졸업.